# 임혜민
임혜민은 대한민국의 드라마 작가이다.

## 학력
- 성신여자중학교 졸업
- 우석여자고등학교 졸업
- 상산전자고등학교 졸업

## 출연작
- 2023년 SBS 금토 드라마 낭만닥터 김사부 3 연출작가